# Steve Ballmer
Steven Anthony Ballmer, né le 24 mars 1956 à Détroit aux États-Unis, est un chef d'entreprise américain. Il fait la connaissance de Bill Gates à l'université Harvard et entre chez Microsoft en 1980. Ballmer est PDG de l'entreprise de 2000 à 2014, date à laquelle il cède son poste à Satya Nadella. Depuis le 12 août 2014, il est propriétaire des Clippers, une franchise de basket-ball de la NBA basée à Los Angeles.

## Biographie
Steve Ballmer est né le 24 mars 1956, de Frederic Henry Ballmer, d'origine suisse et comptable chez Ford Motor Company, et de Beatrice Dworkin, d'origine russe et originaire de Pinsk (aujourd'hui en Biélorussie). Il grandit à Farmington Hills dans le Michigan et étudie les mathématiques et l'économie à l'université Harvard, où il fait la connaissance de Bill Gates.
De 1977 à 1979, il a été employé par Procter & Gamble en tant qu'assistant chef de produits (« assistant product manager »), avant d'entrer à la Stanford Graduate School of Business. En 1980, Bill Gates le persuade d'abandonner ses études et de le rejoindre chez Microsoft, la société de logiciels de micro-informatique qu'il a fondée en 1975 avec Paul Allen.
En juillet 1998, il devient président de la société, puis son directeur exécutif en janvier 2000, remplaçant ainsi le cofondateur Bill Gates. Depuis 1998, il est notamment à l'origine du développement de la Xbox.
En 2014, son patrimoine était évalué par Forbes à 22,7 milliards de dollars, ce qui en fait le 8e homme le plus riche du monde.
Le 17 février 2011, Steve Ballmer reçoit le titre de chevalier de la Légion d'honneur des mains du président de la République française Nicolas Sarkozy.
Le 23 août 2013, âgé de 57 ans, Steve Ballmer émet un communiqué interne au sein de Microsoft pour annoncer sa retraite après 33 ans d'activités chez Microsoft,. En février 2014, le conseil de direction, dont fait partie le cofondateur de la société, Bill Gates, nomme Satya Nadella pour le remplacer.
Le 19 août 2014, Ballmer annonce qu'il quitte son poste au sein du conseil d'administration de Microsoft.
En 2016, il devient le conseiller d'Arnold Schwarzenegger dans l'émission de télévision The Celebrity Apprentice.
En 2020 sa fortune est évaluée à 52,7 milliards de dollars, soit la 11e plus importante du monde.
En mars 2021, sa fortune est estimée à plus de 85 milliards de dollars ce qui fait de lui la neuvième fortune mondiale.
En juin 2025, sa fortune est estimée à plus de 140 milliards de dollars américains faisant de lui la septième fortune mondiale.

## Personnalité et image publique
En 2001, il a décrit la licence libre GPL (licence du système d'exploitation Linux), comme un cancer qui contamine la propriété intellectuelle dès qu'il la touche : « Microsoft has also criticized the General Public License (GPL) that governs the heart of Linux »(Microsoft a également critiqué la General Public License (GPL) qui régit le cœur de Linux en français). Il avait auparavant, en 2000, déclaré que Linux présentait les caractéristiques du communisme. Plus récemment, Microsoft s'est au contraire rapproché des logiciels open-source et de Linux, en intégrant notamment une compatibilité avec Linux nativement sous Windows.
Steve Ballmer est réputé pour exprimer son enthousiasme sans retenue. Plusieurs vidéos le montrant en train de bondir sur la scène d'une conférence au rythme d'une chanson de Gloria Estefan ou de haranguer les développeurs informatiques sont devenues virales et ont été parodiées par les internautes. En 1991, après une conférence au Japon, il a dû se faire opérer des cordes vocales,.
En avril 2007, Ballmer affirme : « ll n'y a aucune chance que l'iPhone gagne une part de marché significative. Aucune chance,. »